# Mahesh Babu
Mahesh Babu (nacido Mahesh Ghattamaneni el 9 de agosto de 1975) es un actor indio, productor, personalidad de los medios y filántropo conocido por sus obras en el cine telugu . Es dueño de la productora G. Mahesh Babu Entertainment Pvt. Ltd. Hijo menor del veterano actor telugu Krishna, Mahesh hizo su cameo como artista infantil en Needa (1979), a la edad de cuatro años, y actuó en otras ocho películas como artista infantil. Hizo su debut como actor principal con Rajakumarudu (1999) y ganó el Premio Estatal Nandi al Mejor Debut Masculino.
Mahesh logró su gran avance con el drama sobrenatural Murari (2001) y la película de acción Okkadu (2003). Luego actuó en otras películas comercialmente exitosas como Arjun (2004), Athadu (2005), Pokiri (2006), Dookudu (2011), Businessman (2012), Seethamma Vakitlo Sirimalle Chettu (2013), 1: Nenokkadine (2014 ), Srimanthudu (2015), Bharat Ane Nenu (2018) Maharshi (2019), algunos de los cuales figuran entre la lista de las películas telugu más taquilleras . Hasta la fecha, ha ganado ocho Premios Nandi, cinco Premios Filmfare, tres Premios CineMAA, tres Premios Internacionales de Cine del Sur de la India y un Premio Internacional de la Academia India de Cine.
Mahesh ha sido citado en los medios como una de las celebridades masculinas más atractivas de la India. Sus logros lo han establecido como actor principal en el cine telugu. Conocido en los medios como el Príncipe de Tollywood, es uno de los actores más populares e influyentes del cine telugu, y el público lo describe como la superestrella del cine telugu. Además de su carrera como actor, Mahesh es un activo humanitario y filántropo a través de su organización caritativa y sin fines de lucro Heal-a-Child. También está asociado con Rainbow Hospitals como su embajador de buena voluntad.

## Biografía
Ghattamaneni Mahesh Babu nació el 9 de agosto de 1975 en Madrás, Tamil Nadu, en una familia telugu, hijo del actor Krishna e Indira.  Es el cuarto de cinco hermanos, después de Ramesh Babu, Padmavathi y Manjula, y antes de Priyadarsini. Su familia es originaria de Burripalem, en el distrito de Guntur, Andhra Pradesh.
Mahesh pasó la mayor parte de su infancia en Madrás , al cuidado de su abuela materna, Durgamma, y del resto de su familia. Cursó sus estudios en la Escuela Secundaria Superior Angloindia St. Bede's de Chennai. Posteriormente, cursó la Licenciatura en Comercio en el Loyola College de Chennai.